# Церковь Петра и Павла (Нейво-Шайтанский)
Церковь Петра и Павла — православный храм Алапаевской епархии Русской православной церкви, расположенный в посёлке Нейво-Шайтанский, Свердловской области.
Решением № 535 Исполнительного комитета Свердловского областного Совета народных депутатов от 31 декабря 1987 года присвоен статус памятника архитектуры регионального значения.

## История
Храм расположен в северной части посёлка, на левом берегу реки Сусанки.
Первое деревянное здание церкви строилось с 1750 по 1754 годы. Освящена была во имя во имя первоверховных апостолов Петра и Павла. В 1797 году начаты работы по строительству капитального каменного здания. Храм строился на средства заводовладельцев Яковлевых. После окончания работ, в 27 мая 1812 года придел двухпрестольной церкви был освящён во имя Введения во храм Пресвятой Богородицы.
В 1871—1878 годах пристроен третий придел, освящён во имя святого благоверного князя Александра Невского. В 1880—1881 годах храм расписан и оштукатурен, в главном храме устроен пятиярусный иконостас. В ведении храма находились особо чтимые иконы: «Почаевской Божией Матери, писанная масляными красками на деревянной доске в женском монастыре города Туринска и икона Афонской Божией Матери, писанная в Афонском Андреевском ските на кипарисной доске». К причту храма относилось несколько домов села.
В 1936 году храм закрыт. Вновь действует с 1947 по 1962 год, после чего в здании расположился детский сад. В 1990-м году восстановлена община в Нейво-Шайтанского, начаты восстановительные работы.
В январе 2007 года двое жителей Алапаевска напали на священника церкви  Олега Ступичкина, убили его и похитили иконы. Убийцы  
были осуждены на длительные сроки.

## Архитектура
Каменное здание включает храмовый объём четвертика с пятигранной апсидой, трапезную, более широкую за счет приделов, колокольню, трапезную, выдвинутый вперёд притвор. Углы четвертика обработаны лопатками, а в завершении стен — плавно изогнутые выступы с окнами.
На четвертике — купол, несущий восьмёрик, прорезанный люкарнами. Последний служит постаментом для главки на восьмигранном барабане, к которому приставлены волютики. Декор фасадов, помимо лопаток, сводится к подкарнизным сухарикам и плоским наличникам, содержащим мотив волют.